# Eryngium glaziovianum
Eryngium glaziovianum är en flockblommig växtart som beskrevs av Ignatz Urban. Eryngium glaziovianum ingår i släktet martornar, och familjen flockblommiga växter. Inga underarter finns listade i Catalogue of Life.